# Spinadesco
Spinadesco là một đô thị ở tỉnh Cremona, vùng Lombardia của Italia, có vị trí cách khoảng 70 km về phía đông nam của Milan và khoảng 8 km west of Cremona. Tại thời điểm ngày 31 tháng 12 năm 2004, đô thị này có dân số 1.531 người và diện tích là 17,2 km².
Spinadesco giáp các đô thị: Acquanegra Cremonese, Castelvetro Piacentino, Cremona, Crotta d'Adda, Monticelli d'Ongina, Sesto ed Uniti.